# 샤프 아쿠오스 패드
아쿠오스 패드(일본어: アクオスパッド)는 2013년 7월 샤프전자가  일본에 출시한 태블릿 컴퓨터이다.

## 연혁
- 2013년 4월 : 제품 발표  일본
- 2013년 7월 : 제품 출시  일본

## 경쟁 기종
- 소니 엑스페리아 태블릿 Z
- 아이패드 (4세대)
- 아이패드 미니
- 삼성 갤럭시 노트 8.0